# Retablo Cerámico de San Francisco de Asís de Sueras
Retablo cerámico de San Francisco de Asís, sito en la calle Raval, 8, en la fachada principal, a nivel del primer piso, a mano derecha del balcón, en la localidad de Sueras, en la comarca de la Plana Baja; es un retablo cerámico catalogado, en la categoría de Bien Etnológico de Interés Local,  como Bien de Relevancia Local,  según la Disposición Adicional Quinta de la Ley 5/2007, de 9 de febrero, de la Generalitat, de modificación de la Ley 4/1998, de 11 de junio, del Patrimonio Cultural Valenciano (DOCV Núm. 5.449 / 13/02/2007), con código: 2.
El retablo es obra de Inocencio V. Pérez Guillen, y data de finales del siglo XIX. El retablo está pintado con pintura cerámica policromada vidriada. En él se presenta al santo con su hábito, de rodillas, brazos abiertos, en lo que se conoce como acto de estigmación.  Delante del santo se puede ver un serafín, entre nubes y resplandores, y de él salen unos rayos que van directos a manos, pies y costados del santo.
El paisaje en el que se encuadra la escena deja ver, al fondo un ermitorio, y en primer plano, un libro abierto que se apoya sobre unos matorrales para quedar a la altura del santo. El retablo lo forman 12 piezas cerámicas regulares de 20x20 centímetros, dando lugar a un retablo de 60 x80 centímetros, que se sitúa a ras de la pared.